# Cawood (Kentucky)
Cawood – jednostka osadnicza w Stanach Zjednoczonych, w stanie Kentucky, w hrabstwie Harlan.